# Leuleu Amabaan
Leuleu Amabaan är en kulle i Indonesien.   Den ligger i provinsen Aceh, i den västra delen av landet, 1 600 km nordväst om huvudstaden Jakarta. Toppen på Leuleu Amabaan är 138 meter över havet, eller 59 meter över den omgivande terrängen. Bredden vid basen är 1,5 km. Leuleu Amabaan ligger på ön Pulau Simeulue.
Terrängen runt Leuleu Amabaan är varierad.Runt Leuleu Amabaan är det ganska glesbefolkat, med 22 invånare per kvadratkilometer. I omgivningarna runt Leuleu Amabaan växer i huvudsak städsegrön lövskog.